# Rifflsee
De Rifflsee (ook Riffelsee) is het grootste meer in de Ötztaler Alpen en ligt in de Oostenrijkse deelstaat Tirol. Het bergmeer ligt in de Kaunergrat ten westen van het Pitztal en is een typisch morenestuwmeer. Het meer wordt in het noorden en het westen omgeven door de toppen van de Kaunergrat, met de Seekogel en de Rostizkogel als markante bergtoppen. Bij zonnig en warm weer wordt het meer gevoed door smeltwater van de gletsjers Seekarlesferner, Löcherferner en Rifflferner. Aan de rand van het meer staat op 2289 meter hoogte de Rifflseehütte. De Rifflsee is vanaf Mandarfen (gemeente Sankt Leonhard) met behulp van de kabelbaan Rifflseebahn bereikbaar. Het meer is vanuit Mandarfen ook via een wandelpad met steile stukken door het Hirschtal in ongeveer twee uur te bereiken.

## Geschiedenis
Het meer werd rond 1500 reeds in het visserijboek van keizer Maximiliaan I als Wildseele hinden im Putzental vernoemd. De cartograaf Peter Anich (1723-1766) gaf het meer de naam Riffle, de topograaf Jakob Staffler duidde het meer in 1839 aan als Taschachsee. In de jaren '70 werd het gebied rondom de Rifflsee als skigebied ontsloten. In het jaar 1994 werd het skigebied door de eigenaar van de Pitztaler Gletscherbanen overgenomen en gemoderniseerd. Zo werd er onder andere een gondelbaan naar de top van de Grubengrat gebouwd.